# 알헤니스 페레스 소토
알헤니스 페레스 소토(스페인어: Algenis Pérez Soto)는 도미니카 공화국의 배우이다.